# Montserrat Bacardí i Tomàs
Montserrat Bacardí i Tomàs   (Ciutadilla, 12 de juliol de 1962) és una assagista i professora de la Facultat de Traducció i d'Interpretació de la Universitat Autònoma de Barcelona.
Doctora en filologia hispànica i llicenciada en filologia catalana, des del 2021 és catedràtica del Departament de Traducció de la Universitat Autònoma de Barcelona. Ha dut a terme diverses tasques editorials i ha coordinat, des del 1998, Quaderns. Revista de Traducció.
Ha publicat articles d'història de la literatura i de la traducció i els llibres Alfons Costafreda. La temptació de la poesia (1989), Cent anys de traducció al català (1891-1990). Antologia (1998), Anna Murià. El vici d'escriure (2004) i El Quixot en català (2006). El 2023 publica La veritat literària de Teresa Pàmies (Eumo), la primera biografia completa sobre l'escriptora i política Teresa Pàmies.
Ha fet col·laboracions habituals en mitjans de comunicació i en revistes científiques i culturals: Avui, Lletra de Canvi, Serra d'Or, Caràcters, Quaderns. Revista de Traducció, Els Marges. Els seus àmbits de recerca han estat sobre moviments, obres, crítica literària o autors de literatura catalana.
És editora dels volums Memòries d'un segle d'or, de Joan Triadú i Font, 2008; Joan Triadú. Estimat amic. Cartes. Textos, de Pere Calders i Rossinyol i Joan Triadú, 2009 i Diari íntim. Escrits autobiogràfics de Rafael Tasis i Marca, 2011.
Té una gran quantitat de publicacions en nom del GETCC (Grup d'Estudi de la Traducció Catalana Contemporània). A 30 de setembre de 2016 consten un centenar d'articles en revistes i 45 lectures i ponències a congressos.
L'any 2019 es convertí en membre de la Secció Històrico-Arqueològica de l'Institut d'Estudis Catalans.

## Premis
L'any 2000 va rebre el premi de Recerca Humanística de la Fundació Enciclopèdia Catalana d'assaig i humanitats. Premi Recull-Rafael Cornellà de retrat literari, 2009: Ramon Folch i Camarasa. Premi de la Crítica Serra d'Or, 2012: Diccionari de la traducció catalana.. Premi d’Assaig Ricard Torrents Bertrana, 2023: La veritat literària de Teresa Pàmies.

## Llibres publicats
La següent relació no pretén ser una relació completa d'obres publicades. És només la selecció que ha fet "Qui és qui" com a més destacables.
Biografies
- Bacardí Tomàs, Montserrat. Catalans a Buenos Aires. Records de Fivaller Seras.  Lleida: Pagès, 2009. ISBN 9788497797801 [Consulta: 9 novembre 2016]. Arxivat 2016-11-10 a Wayback Machine.
- Bacardí Tomàs, Montserrat. Alfons Costafreda, la temptació de la poesia.  Lleida: Institut d'Estudis Ilerdencs, 1989. ISBN 8487029051 [Consulta: 9 novembre 2016]. Arxivat 2016-11-10 a Wayback Machine.
- Bacardí Tomàs, Montserrat. Anna Murià. El vici d'escriure.  Barcelona: Pòrtic, 2004. ISBN 9788473068680.

Estudis literaris
- Bacardí Tomàs, Montserrat. La traducció catalana sota el franquisme.  Lleida: Ed. Punctum, 2013 (Col·lecció «Quaderns» 5). ISBN 9788494069406. Llegible gratuïtament en línia.
- Godayol Nogués, Maria Pilar; Bacardí Tomàs, Montserrat. Diccionari de la traducció catalana.  Vic: Eumo Ed., 2011. ISBN 9788497663960.
- Bacardí Tomàs, Montserrat; Godayol Nogués, Maria Pilar. Una impossibilitat possible; Trenta anys de traducció als Països Catalans (1975-2005).  Vilanova i la Geltrú: El Cep i la Nansa, 2010. ISBN 9788492745098.
- Bacardí Tomàs, Montserrat; Estany, Imma. El Quixot en català.  Barcelona: Abadia de Montserrat, 2006. ISBN 8484157741. Llegible gratuïtament en línia.

- Bacardí Tomàs, Montserrat; Parcerisas Vàzquez, Francesc; Fontcuberta, Joan. Cent anys de traducció al català (1891-1990).  Vic: Eumo Ed., 1998. ISBN 9788476028322. Gènere: Estudis literaris.
- Bacardí Tomàs, Montserrat; Casals Couturier, Montserrat. Joan Sales i Vallès: literatura i política. Joan Oliver, traductor de contraband i retraductor de circumstàncies..  Sabadell: Ed: Fundació Bosch i Cardellach, 2012. ISBN 9788495113276. Gènere: Biografies

Obres recents
També són a destacar altres obres més recents:
- Bacardí Tomàs, Montserrat; Domènech, Ona; Gelpí, Cristina; Presas, Marisa. Teoria i pràctica de la traducció.  Barcelona: Ed. UOC, 2012. ISBN 9788490290279. Llegible gratuïtament en línia.
- Bacardí Tomàs, Montserrat; Godayol Nogués, Maria Pilar. Les traductores i la tradició. 20 pròlegs del segle XX.  Lleida: Ed. Punctum, 2013 (Col·lecció «Quaderns» 4). ISBN 9788494069475.[Enllaç no actiu] Llegible gratuïtament en línia.
- Bacardí Tomàs, Montserrat; Godayol Nogués, Maria Pilar. Traducció i franquisme.  Lleida: Ed. Punctum, 2017 (Col·lecció «Visions» 8). ISBN 978-84-945790-5-9.[Enllaç no actiu]
- Bacardí Tomàs, Montserrat. La veritat literària de Teresa Pàmies.  Vic: Eumo Editorial, 2023 (Capsa de Pandora; 23). ISBN 978-84 9766-809-5.